# Preem
Preem AB er et svensk olieselskab, der ejer 470 benzinstationer for biler og 215 tankanlæg til lastbiler.
Preem ejer derudover 2 olieraffinaderier i Göteborg og Lysekil. I 2007 havde Preem en omsætning på 63,9 mia. SEK. Selskabet beskæftiger 3400 medarbejdere. 